# エルフィンナイト
『エルフィンナイト』（The Elfin Knight, 「妖精の騎士」）はスコットランドの古いバラッド（チャイルド・バラッド #2）である。多くのバリエーションが見られるが、その全てが超自然現象やできない仕事について歌っている。最初の一行は普通、題名の人物の紹介から始まる。
| The elphin knight sits on yon hill, Blaw, blaw, blaw, wind blaw. He blaws his horn both lewd and shril. The wind hath blown my plaid awa. | 妖精の騎士が向こうの丘にすわり、 吹く、吹く、吹く、風は吹く。 2つラッパのいやらしきと鋭きを吹く。 その風は我が肩掛けを吹き飛ばしけり。 |

一方で乙女がベッドに寝転がって、騎士と結婚できればと思っている。それを言うと、騎士が現れ、どれも不可能な無数の仕事を成し遂げれば、彼女と結婚すると言う。
| "For thou must shape a sark to me, Without any cut or heme," quoth he. | 彼曰く「切らず、合わせず、 我がシャツを作るべし」と |

今日この歌はサイモン&ガーファンクルで有名な「スカボロー・フェア」の原形として知られている。アメリカにもいくつかバリエーションがあり、"My Father Had an Acre of Land"、"The Parsley Vine"、"The Shirt of Lace"など、それらは様々に違いがある。